# Великий Банський (струмок)
Великий Банський — струмок в Україні, у Рахівському районі Закарпатської області, лівий доплив Косівської (басейн Дунаю).

## Опис
Довжина струмка приблизно 4 км. Формується з багатьох безіменних струмків.

## Розташування
Бере початок на північно-західних схилах гірської вершини Мінчул у Карпатському біосферному заповіднику «Масив Трибушани». Тече переважно на північний захід і у Косівській Поляні впадає у річку Косівьку, праву притоку Тиси.